# Trogonidae
Trogoniformes
Ordre
Famille
Les Trogonidae sont une famille d'oiseaux arboricoles dont les noms génériques normalisés sont trogons et quetzals. Cette famille est de 7 genres et 43 espèces existantes. C'est la seule famille de l'ordre des Trogoniformes.

## Description
Les oiseaux trogoniformes sont des oiseaux arboricoles compacts (de 23 à 40 cm), à cou court et à longue queue étagée. Leurs ailes sont courtes et leurs pattes très courtes. Ils ont le bec court, large et crochu, et leur plumage est brillamment coloré.
Les deux noms vernaculaires utilisés pour les genres de cette famille sont les quetzals (pour Euptilotis et Pharomachrus) et les trogons (pour les cinq autres genres).

## Habitat et répartition
Ils vivent dans les forêts de la zone néotropicale, de la zone éthiopienne et de la zone orientale.

## Protection
Seul le Quetzal resplendissant est inscrit sur la liste I de la CITES. Apalharpactes reinwardtii est le seul Trogonidae considéré comme en danger (EN) par l'UICN en 2008, une dizaine d'espèces sont cependant inscrites comme quasi-menacées (NT).

## Systématique
Les trogons de l'Ancien monde (Apaloderma, Harpactes et Apalharpactes) forment clairement un clade,

### Liste des genres existants
- Apaloderma Swainson, 1833 (3 espèces)
- Euptilotis Gould, 1858 (1 espèce)
- Harpactes Swainson, 1833 (10 espèces)
- Apalharpactes (2 espèces)
- Pharomachrus De la Llave, 1832 (5 espèces)
- Priotelus G.R. Gray, 1840 (2 espèces)
- Trogon Brisson, 1760 (20 espèces)

### Liste des espèces existantes
D'après la classification de référence (version 5.1, 2015) du Congrès ornithologique international (ordre phylogénique) :
Trogons américains et les quetzals.
- Euptilotis neoxenus – Quetzal oreillard
- Pharomachrus pavoninus – Quetzal pavonin
- Pharomachrus auriceps – Quetzal doré
- Pharomachrus fulgidus – Quetzal brillant
- Pharomachrus mocinno – Quetzal resplendissant
- Pharomachrus antisianus – Quetzal antisien
- Priotelus temnurus – Trogon de Cuba
- Priotelus roseigaster – Trogon damoiseau
- Trogon clathratus – Trogon échelette
- Trogon massena – Trogon de Masséna
- Trogon comptus – Trogon aux yeux blancs
- Trogon mesurus – Trogon d'Équateur
- Trogon melanurus – Trogon à queue noire
- Trogon melanocephalus – Trogon à tête noire
- Trogon citreolus – Trogon citrin
- Trogon chionurus – Trogon de Sclater
- Trogon bairdii – Trogon de Baird
- Trogon viridis – Trogon à queue blanche
- Trogon caligatus – Trogon pattu
- Trogon ramonianus – (?)
- Trogon violaceus – Trogon violacé
- Trogon curucui – Trogon couroucou
- Trogon surrucura – Trogon surucua
- Trogon rufus – Trogon aurore
- Trogon elegans – Trogon élégant
- Trogon mexicanus – Trogon montagnard
- Trogon collaris – Trogon rosalba
- Trogon personatus – Trogon masqué

Trogons africains (3 espèces)
- Apaloderma narina – Trogon narina
- Apaloderma aequatoriale – Trogon à joues jaunes
- Apaloderma vittatum – Trogon à queue barrée

Trogons asiatiques
- Apalharpactes reinwardtii – Trogon de Reinwardt
- Apalharpactes mackloti – Trogon de Sumatra
- Harpactes fasciatus – Trogon de Malabar
- Harpactes kasumba – Trogon à nuque rouge
- Harpactes diardii – Trogon de Diard
- Harpactes ardens – Trogon des Philippines
- Harpactes whiteheadi – Trogon de Whitehead
- Harpactes orrhophaeus – Trogon cannelle
- Harpactes duvaucelii – Trogon de Duvaucel
- Harpactes oreskios – Trogon à poitrine jaune
- Harpactes erythrocephalus – Trogon à tête rouge
- Harpactes wardi – Trogon de Ward

### Fossiles
Genres et espèces fossiles d'après The Paleobiology Database
- Paratrogon †  Lambrecht, 1933
  - Paratrogon gallicus Milne-Edwards, 1892
- Primotrogon †  Mayr, 1999
  - Primotrogon wintersteini  Mayr, 1999
- Septentrogon †  Kristoffersen, 2002
  - Septentrogon madseni Kristoffersen, 2002 (fin Paléocène-début Éocène, nord-est du Danemark)[4]
- Masillatrogon G. Mayr, 2009
  - Masillatrogon pumilio G. Mayr, 2009 (Moyen Éocène (49 Ma), Messel en Allemagne) [5]